# Serre
Serre község (comune) Olaszország Campania régiójában, Salerno megyében.

## Fekvése
A megye központi részén fekszik. Határai: Albanella, Altavilla Silentina, Campagna, Eboli és Postiglione.

## Története
Első említése a 15. századból származik. A következő századokban nemesi birtok volt. A 19. században nyerte el önállóságát, amikor a Nápolyi Királyságban felszámolták a feudalizmust.

## Népessége
A népesség számának alakulása:

## Főbb látnivalói
- Persanói királyi palota
- Madonna dell’Olivo-templom